# Алфред Хичкок представя
„Алфред Хичкок представя“ (на английски: Alfred Hitchcock Presents) е американски съспенс сериал-антология, с водещ Алфред Хичкок. Сериалът се излъчва по каналите CBS (1955—1960) и NBC (1960—1962) в САЩ. Първият епизод е излъчен на 2 октомври 1955 г., последният – на 26 юни 1962 г.

## Сезони
| Сезон          | Епизоди | Излъчване                             | Телевизия |
| -------------- | ------- | ------------------------------------- | --------- |
| първи сезон    | 39      | 3 октомври 1955 - 24 юни 1956         | CBS       |
| втори сезон    | 39      | 30 септември 1956 - 23 юни 1957       | CBS       |
| трети сезон    | 39      | 6 октомври 1957 - 29 юни 1958         | CBS       |
| четвърти сезон | 36      | 5 октомври 1958 - 21 юни 1959         | CBS       |
| пети сезон     | 38      | 27 септември 1959 - 25 септември 1960 | CBS       |
| шести сезон    | 38      | 27 септември 1960 - 4 юли 1961        | NBC       |
| седми сезон    | 39      | 10 октомври 1961 - 26 юни 1962        | NBC       |

## Награди и номинации
| Награди                                              | Награди                                                                | Награди                      | Награди                                                                   |
| Награда                                              | Категория                                                              | Име                          | Резултат                                                                  |
| ---------------------------------------------------- | ---------------------------------------------------------------------- | ---------------------------- | ------------------------------------------------------------------------- |
| „Еми“-1956                                           | Най-добра редакторска работа на тв филм                                | Едуард Уилямс                | награда „Еми“ за епизода „Разплакването“                                  |
| „Еми“-1956                                           | Най-добър режисьор на сериен филм                                      | Алфред Хичкок                | номинация за епизода „Случаят на мистър Пелъм“                            |
| награди на Гилдията на американските сценаристи-1957 | Епизод от антология – до 30 мин.                                       | Франсис Кокрей и Джон Колиър | номинация за епизода „Да се върнеш за Коледа“                             |
| „Еми“-1958                                           | Най-добър режисьор на кратък сериен филм                               | Робърт Стивънс               | награда „Еми“ за епизода „Стъкленото око“                                 |
| наградата „Златен глобус“-1958                       | най-добро ТВ-шоу                                                       | Алфред Хичкок                | награда „Златен глобус“                                                   |
| „Еми“-1959                                           | Най-добър режисьор на епизод от драматичен сериал, по кратък от 1 час  | Алфред Хичкок                | номинация за епизода „Агне на заколение“                                  |
| „Еми“-1959                                           | Най-добър сценарист на епизод от драматичен сериал, по кратък от 1 час | Роалд Дал                    | номинация за епизода „Агне на заколение“                                  |
| награда „Едгар Алан По“-1961                         | Най-добър епизод от ТВ-серия                                           | Бил С. Белинджър             | номинация за епизода „The Day of the Bullet“                              |
| Кинофестивал във Венеция-1985                        | най-добро ТВ-шоу                                                       | Норман Лойд                  | награда Venice TV Prize – Special Mention за епизода „Man from the South“ |

През 2007 г. сериалът е включен в списъка на „100-те най-добри теле-шоута на всички времена“ на списание Time. Гилдията на сценаристите на САЩ класира поредицата на 79 позиция в своята класация от 101 шоу-програми с най-добър сценарий. През 1985 г. е заснет едноименен сериал-римейк, който продължава 4 сезона.